# Istocheta mesnil
Istocheta mesnil är en tvåvingeart som först beskrevs av Borisova 1964.  Istocheta mesnil ingår i släktet Istocheta och familjen parasitflugor. Inga underarter finns listade i Catalogue of Life.